# Veronika Hoferková
Veronika Hoferková (* 20. ledna 1982) je bývalá česká fotbalistka, záložnice. Mimo Česko hrála ve švédském Linköpingu, kam odešla ze Slovácka. Hrála za reprezentaci Česka, odehrála za ni 38 zápasů a vstřelila 1 gól. Česko reprezentovala také ve futsalu, v roce 2007 s reprezentací vyhrála mistrovství Evropy UEFS, ve finále česká reprezentace porazila Rusko.